# Anne Grynberg
Cet article possède un paronyme, voir Grinberg.
Pour les articles homonymes, voir Grynberg.
Anne Grynberg est une historienne française.

## Biographie
Spécialiste d'histoire juive contemporaine, elle est professeur des universités à l'Institut national des langues et civilisations orientales (INALCO), directrice de recherche associée à l'université Paris I-Panthéon-Sorbonne où elle est coresponsable du séminaire sur l'histoire de la Shoah, et chercheuse associée à l'institut d'histoire du temps présent (CNRS).
Elle a assuré jusqu'en 2013 la direction scientifique du Comité d'histoire auprès de la Commission pour l'indemnisation des victimes de spoliations intervenues du fait des législations antisémites en vigueur pendant l'Occupation (CIVS).
Elle est également responsable éditoriale des Cahiers du judaïsme, revue publiée par les éditions de l'Éclat. Diplômée en muséologie, elle a aussi conçu l'exposition permanente du musée mémorial d'Izieu en 1994 et a participé à l'élaboration de l'United States Holocaust Memorial Museum de Washington en 1993.

## Publications
- Mala Zimetbaum, un être lumineux à Auschwitz, Les Cahiers du judaïsme 12 (2002), 115-28. 25. première publication par Random House, New York, 1983.
- Les camps de la honte : les internés juifs des camps français, 1939 - 1944, Paris, 1991
- Das Nîmes-Komitee oder die Grenzen der Philanthropie in Jacques Grandjonc & Theresia Grundtner, Zone der Ungewißheit. Rowohlt, Reinbek, 1993, p. 474-490 (en allemand; version française : Alinéa, Aix-en-Provence, 1990)
- Aide et soutien aux internés juifs des camps d'internement français. En: Monique-Lise Cohen & Eric Malo, Les camps du sud-ouest de la France 1939 - 1944. Exclusion, internement et déportation. Toulouse, 1994, p. 155-171
- Garde-le toujours, lettres et dessins des enfants d'Izieu 1943 - 1944, éd. BNF, 1994, 104 p.
- La Shoah, l'impossible oubli, coll. « Découvertes Gallimard / Histoire » (no 236), éd. Gallimard, 1995, 176 p.
- La fin des kibboutz, dans L'Histoire (périodique), vol. juillet-août 1997, no 212, p. 102-105
- Vers la terre d'Israël, coll. « Découvertes Gallimard / Histoire » (no 346), Éd. Gallimard, 1998, 160 p.

## Prix
- Prix Mémoire de la Shoah 1989[1].